# 1. Līga 2016
La 1. Līga 2016 è stata la 25ª edizione della seconda divisione del Campionato lettone di calcio. Il Babīte ha vinto il campionato, ottenendo la promozione in massima serie.

## Stagione

### Novità
Il campionato era composto da 15 squadre, una in meno rispetto alla stagione precedente: a fronte di due promozioni in Virslīga, di Caramba/Dinamo (da quest'anno Riga FC) e RFS Riga, solo lo Skonto è disceso dalla massima serie non avendo ottenuto la licenza per disputare il campionato. Inoltre il 1625 Liepaja e il Salaspils non si iscrissero e al loro posto vennero ripescati il Preiļu, ultimo nella scorsa edizione, e il RTU, proveniente dalla 2. Līga come il Babīte promosso sul campo.

### Formula
Le quindici squadre partecipanti si affrontavano in turni di andata e ritorno per un totale di 28 incontri per squadra. La formazione prima classificata era promossa in Virslīga 2017, la seconda effettuava uno spareggio con la nona (penultima) di Virslīga 2016. La squadra classificata all'ultimo posto veniva retrocessa.
Erano assegnati tre punti per la vittoria, uno per il pareggio e zero per la sconfitta. In caso di arrivo in parità si teneva conto della classifica avulsa.

## Squadre partecipanti
| Club            | Città     | Stagione precedente                                                       |
| --------------- | --------- | ------------------------------------------------------------------------- |
| Auda Ķekava     | Rīga      | 5° in 1. Līga                                                             |
| Babīte          | Babīte    | Promosso dalla 2. Līga                                                    |
| JDFS Alberts    | Rīga      | 9° in 1. Līga                                                             |
| Jēkabpils/JSC   | Jēkabpils | 11° in 1. Līga                                                            |
| Olaine          | Olaine    | 8° in 1. Līga                                                             |
| Ogre            | Ogre      | 10° in 1. Līga                                                            |
| Preiļu          | Preiļi    | 16° in 1. Līga, ripescato                                                 |
| Rēzeknes FA     | Rēzekne   | 6° in 1. Līga                                                             |
| RTU Riga        | Rīga      | Ripescato dalla 2. Līga                                                   |
| Saldus          | Saldus    | 14° in 1. Līga                                                            |
| Skonto          | Rīga      | 2° in Virslīga, non ottiene la licenza per l'iscrizione in massima serie  |
| Smiltene        | Smiltene  | 15° in 1. Līga                                                            |
| Staiceles Bebri | Staicele  | 13° in 1. Līga                                                            |
| Tukums 2000     | Tukums    | 7° in 1. Līga                                                             |
| Valmiera        | Valmiera  | 2° in 1. Līga, perde lo spareggio promozione, poi rinuncia al ripescaggio |

## Classifica finale
|  | Pos. | Squadra         | Pt | G  | V  | N | P  | GF  | GS  | DR   |
|  | ---- | --------------- | -- | -- | -- | - | -- | --- | --- | ---- |
|  | 1.   | Babīte          | 78 | 28 | 26 | 0 | 2  | 102 | 25  | +77  |
|  | 2.   | Olaine          | 62 | 28 | 20 | 2 | 6  | 74  | 21  | +53  |
|  | 3.   | Auda Ķekava     | 61 | 28 | 20 | 1 | 7  | 79  | 42  | +37  |
|  | 4.   | Valmiera        | 57 | 28 | 19 | 0 | 9  | 81  | 29  | +52  |
|  | 5.   | Rēzeknes FA     | 55 | 28 | 18 | 1 | 9  | 103 | 47  | +56  |
|  | 6.   | Tukums 2000     | 50 | 28 | 16 | 2 | 10 | 100 | 59  | +41  |
|  | 7.   | Smiltene        | 48 | 28 | 15 | 3 | 10 | 74  | 47  | +27  |
|  | 8.   | Skonto (-8)     | 42 | 28 | 16 | 2 | 10 | 71  | 40  | +31  |
|  | 9.   | RTU Riga        | 42 | 28 | 13 | 3 | 12 | 59  | 46  | +13  |
|  | 10.  | Staiceles Bebri | 32 | 28 | 10 | 2 | 16 | 48  | 73  | −25  |
|  | 11.  | JDFS Alberts    | 29 | 28 | 9  | 2 | 17 | 32  | 61  | −29  |
|  | 12.  | Ogre            | 22 | 28 | 7  | 1 | 20 | 37  | 70  | −33  |
|  | 13.  | Preiļu          | 16 | 28 | 5  | 1 | 22 | 28  | 92  | −64  |
|  | 14.  | Jēkabpils/JSC   | 14 | 28 | 4  | 2 | 22 | 32  | 138 | −106 |
|  | 15.  | Saldus          | 3  | 28 | 1  | 0 | 27 | 13  | 143 | −130 |

## Spareggio promozione/retrocessione
|            | Risultati |            | Luogo e data            |
| ---------- | --------- | ---------- | ----------------------- |
| AFA Olaine | 1 - 1     | Metta/LU   | Olaine, 9 novembre 2016 |
| Metta/LU   | 1 - 0     | AFA Olaine | Riga, 13 novembre 2016  |
|            |           |            |                         |

## Verdetti finali
- Babīte promosso in Virslīga 2017.
- AFA Olaine ammesso allo spareggio promozione, in seguito perso.
- Saldus retrocesso in 2. Līga.
- Skonto Riga non iscritto alla stagione successiva.